# Charlie Schlatter
Charles Thomas "Charlie" Schlatter (1 de maio de 1966) é um ator estadunidense, conhecido por protagonizar vários seriados na tevê e, recentemente, fazendo dublagem em animações e videogames.

## Biografia
Schlatter começou a representar ainda no colégio, numa peça em que imitava o musical inglês Oliver!, interpretando o protagonista Oliver Twist, para impressionar uma garota - de quem, mais tarde, declarou: "A garota não era apenas atraente, mas também era a única garota da escola mais baixa do que eu".
Fez a faculdade no Ithaca College, onde graduou-se em teatro musical. Apresentou-se em várias peças escolares, e qualificou-se como compositor e a tocar instrumentos como violão, percussão e piano.
Casou-se em 1994 com Colleen Gunderson, com quem teve três filhos.